# Aaron Samuel Olanare
Aaron Samuel Olanare (Porto Harcourt, 4 de junho de 1994) é um futebolista profissional nigeriano que atua como atacante.

## Carreira

### Shooting Stars
Aaron Samuel Olanare se profissionalizou Shooting Stars em 2010.

### CSKA Moscou
Aaron Samuel Olanare se transferiu ao PFC CSKA Moscovo, em 2017, primeiramente pro empréstimo. 